# Station Borowa Górka
Station Borowa Górka is een spoorwegstation in Polen.